# Heteroconis monserrati
Heteroconis monserrati là một loài côn trùng trong họ Coniopterygidae thuộc bộ Neuroptera. Loài này được Sziráki miêu tả năm 2001.